# Meiothecium serrulatum
Meiothecium serrulatum är en bladmossart som beskrevs av Hugh Neville Dixon 1930. Meiothecium serrulatum ingår i släktet Meiothecium och familjen Sematophyllaceae. Inga underarter finns listade i Catalogue of Life.